# Конюша (Малопольське воєводство)
Конюша (пол. Koniusza) — село в Польщі, у гміні Конюша Прошовицького повіту Малопольського воєводства.
Населення — 263 особи (2011).
У 1975-1998 роках село належало до Краківського воєводства.

## Демографія
Демографічна структура станом на 31 березня 2011 року:
|          | Загалом | Допрацездатний вік | Працездатний вік | Постпрацездатний вік |
| -------- | ------- | ------------------ | ---------------- | -------------------- |
| Чоловіки | 123     | 16                 | 94               | 13                   |
| Жінки    | 140     | 22                 | 91               | 27                   |
| Разом    | 263     | 38                 | 185              | 40                   |